# Pantelejmon (Romanowski)
Pantelejmon, imię świeckie Pawło Romanowski (ur. 21 maja 1952 w Kirowohradzie, zm. 22 sierpnia 2019 tamże (w Kropywnyckim)) – biskup Ukraińskiego Kościoła Prawosławnego Patriarchatu Moskiewskiego.

## Życiorys
Ukończył technikum budowlane w Kirowohradzie i po odbyciu służby wojskowej pracował w fabryce, równocześnie ucząc się w seminarium duchownym w Leningradzie, którego dyplom uzyskał w 1976. 2 marca 1980 został wyświęcony na diakona, zaś 7 kwietnia 1981 – na kapłana. Do 1987 służył w eparchii taszkenckiej i środkowoazjatyckiej, następnie został przeniesiony do eparchii sumskiej. W 1989 złożył wieczyste śluby zakonne, przyjmują imię Pantelejmon. W 1990 został przeniesiony do eparchii krymskiej, gdzie przez rok był dziekanem dekanatu kerczeńskiego.
W lipcu 1991 ogłosił wystąpienie z Rosyjskiego Kościoła Prawosławnego i przejście do Ukraińskiego Autokefalicznego Kościoła Prawosławnego. Pozostawał w jego jurysdykcji do maja 1992, gdy złożył oficjalny akt pokuty i wrócił do kanonicznego Ukraińskiego Kościoła Prawosławnego Patriarchatu Moskiewskiego.
25 lipca 1992 miała miejsce jego chirotonia na biskupa kocmańskiego, wikariusza eparchii czerniowieckiej. W 1993 został wyznaczony na ordynariusza eparchii konotopskiej z tytułem biskup konotopski i głuchowski. Urząd ten sprawował niecały rok; również w 1993 został wikariuszem eparchii zaporoskiej z tytułem biskupa wolniańskiego. W 1995 został biskupem brusiłowskim, wikariuszem eparchii owruckiej. Rok wcześniej rozpoczął wyższe studia teologiczne w Kijowskiej Akademii Duchownej. W 1998 objął katedrę kirowohradzką. W 2009 otrzymał godność arcybiskupią.
Biskup Pantelejmon był czynnym zwolennikiem Wiktora Janukowycza. W grudniu 2004 wziął udział w jego mityngu przedwyborczym, w czasie którego oświadczył, iż trzykrotnie ukazała mu się Matka Boża, wskazując na Janukowycza jako prezydenta Ukrainy. 14 listopada tego samego roku duchowny nakazywał wiernym prawosławnym głosować na Janukowycza jako „bożego kandydata”, twierdząc, że jego rywal Wiktor Juszczenko jest grekokatolikiem, który doprowadzi do zamknięcia wszystkich cerkwi prawosławnych w kraju, zaś w ławrze Peczerskiej i ławrze Poczajowskiej założy obozy koncentracyjne dla wyznawców prawosławia.
10 lutego 2011 Synod Ukraińskiego Kościoła Prawosławnego Patriarchatu Moskiewskiego przeniósł go w stan spoczynku z powodu złego stanu zdrowia. W 2019 r. arcybiskup zmarł i został pochowany w monasterze św. Elżbiety w Kropywnyckim.